# Anton Hysén
Glenn Anton Hysén (Liverpool, 13 dicembre 1990) è un calciatore svedese, di ruolo difensore.
Così come suo padre, anche i suoi fratelli Tobias e Alexander sono calciatori.

## Biografia
Figlio di Glenn ed Helena Hysén, ha fatto coming out come gay sulla rivista svedese di calcio Offside nel marzo del 2011. Il Daily Mail lo ha descritto come «il primo giocatore di calcio svedese famoso ad affermare di essere gay», mentre la rivista francese Têtu ha precisato che Anton è stato, dopo Justin Fashanu, il secondo calciatore ad aver dichiarato apertamente la propria omosessualità durante la carriera.